# Michel Aurillac
Pour les articles homonymes, voir Aurillac (homonymie).
Michel Aurillac est un haut fonctionnaire et homme politique français né le 11 juillet 1928 à Marseille (Bouches-du-Rhône) et mort le 6 juillet 2017 à Paris,.

## Biographie
Fils du diplomate Jean Aurillac, il épouse Martine Aurillac en 1966.

### Carrière administrative
- Diplômé de l'Institut d'études politiques de Paris (promotion 1949)[4], ancien élève de l’École nationale d’administration (promotion Paul-Cambon), auditeur puis maître des requêtes au Conseil d’État,

- Préfet de l’Indre (1965-1969)
- Secrétaire général de la préfecture de la région parisienne (1969)
- Préfet de l’Essonne (1969-1973)
- Préfet de la région Picardie et du département de la Somme (1973-1974)
- Directeur du cabinet de Michel Poniatowski, ministre d'État, ministre de l'Intérieur
- Préfet de la région Provence-Alpes-Côte d'Azur et du département des Bouches-du-Rhône (1976-1977)
- Conseiller d'État (1978)

### Carrière politique
Élu conseiller municipal de Ribérac de 1971 à 1977, il a ensuite été député de l’Indre de 1978 à 1981 et à nouveau en 1986. Il a également exercé les fonctions de vice-président du conseil général de l'Indre de 1985 à 1992. Par ailleurs, il a été ministre de la Coopération de 1986 à 1988 dans le gouvernement de Jacques Chirac. En 1981, avec Nicole Catala et Alain Juppé, il a fondé le Club 89, mouvement associé à l'UMP, dont il est devenu président d'honneur.

## Publications
- Libérer la communication, Paris, Albatros, coll. « Club 89 », 1984, 301 p. (BNF 34863535).
- Le Royaume oublié, Paris, Olivier Orban, 1986, 396 p. (ISBN 2-85565-321-5).

Prix Narcisse-Michaut de l’Académie française en 1987
- L'Afrique à cœur : la coopération, un message d'avenir, Paris, Berger-Levrault, coll. « Mondes en devenir : bâtisseurs d'avenir », 1987, 264 + 8 (ISBN 2-7013-0739-2).
- Dir. avec Nicole Catala, Pour une société de progrès et de liberté : propositions, Paris, Albatros, coll. « Club 89 », 1988, 284 p. (BNF 35417889).
- Avec François Vermande, Alarme, citoyens !, Paris, Plon, 1993, 280 p. (ISBN 2-259-02754-7).

## Récompenses et distinctions

### Décorations
- Officier de la Légion d'honneur Il est fait chevalier le 31 décembre 1972, puis est promu officier le 31 décembre 1993[5].

## Archives
Les papiers personnels de Michel Aurillac sont conservés aux Archives nationales sous la cote 365AP.